# Reloj solar de Augusto

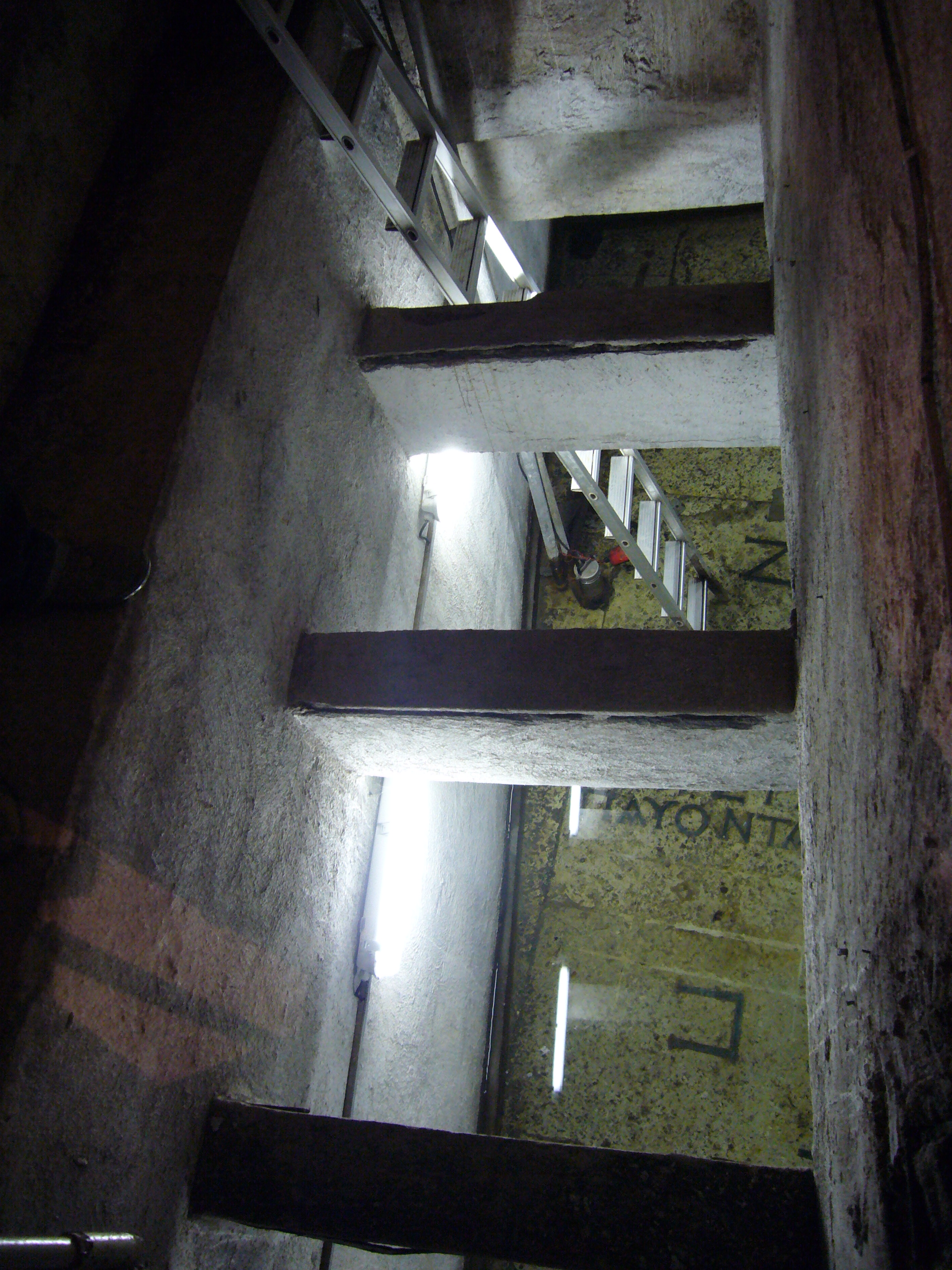
Parte del meridiano del Horologium Augusti.

El Reloj solar de Augusto (en latín, Horologium Augusti) fue el mayor reloj de sol del mundo antiguo. Se hallaba en Roma y fue mandado construir por Augusto en el año 10 a. C. El arquitecto encargado de su diseño y de la obra fue Novio Facundo.

## Descripción
Ocupaba una gran área que abarcaba la Piazza di San Lorenzo in Lucina y la Piazza del Parlamento, localizándose concretamente en el Campo de Marte a escasos metros del Ara Pacis. El reloj de sol consistía en un gran plaza circular realizada en travertino en cuya mitad superior se hallaba el cuadrante, hecho mediante incrustaciones de bronce.
En el centro del círculo se situaba un obelisco, rematado por un globo de bronce, de forma que según la posición del Sol, la sombra del obelisco se reflejaba en un lado u otro del cuadrante, mostrando el día del mes mediante la longitud exacta de la sombra proyectada al mediodía.
A modo anecdótico, cabe destacar que Plinio el Viejo en el año 70 reflejaba cómo el citado calendario llevaba varios años sin funcionar correctamente.

## Restos conservados
En la actualidad poco se puede observar de dicho monumento. El obelisco fue traído por Augusto de Heliópolis tras la incorporación de Egipto al Imperio romano. El obelisco permaneció en su lugar original hasta que se partió en algún momento entre los siglos VIII y XII, quedando enterrado en gran parte. No fue hasta 1748 cuando se recuperaron los restos del obelisco, siendo restaurado y reconstruido a finales del siglo XVIII en la Plaza de Montecitorio.
De la gran plaza circular de travertino con inscripciones en bronce solo se conoce una pequeña sección de la línea del meridiano, descubierta por un equipo de arqueólogos alemanes encabezados por el investigador Edmund Buchner; dicha sección todavía es visible.